# 早期营地

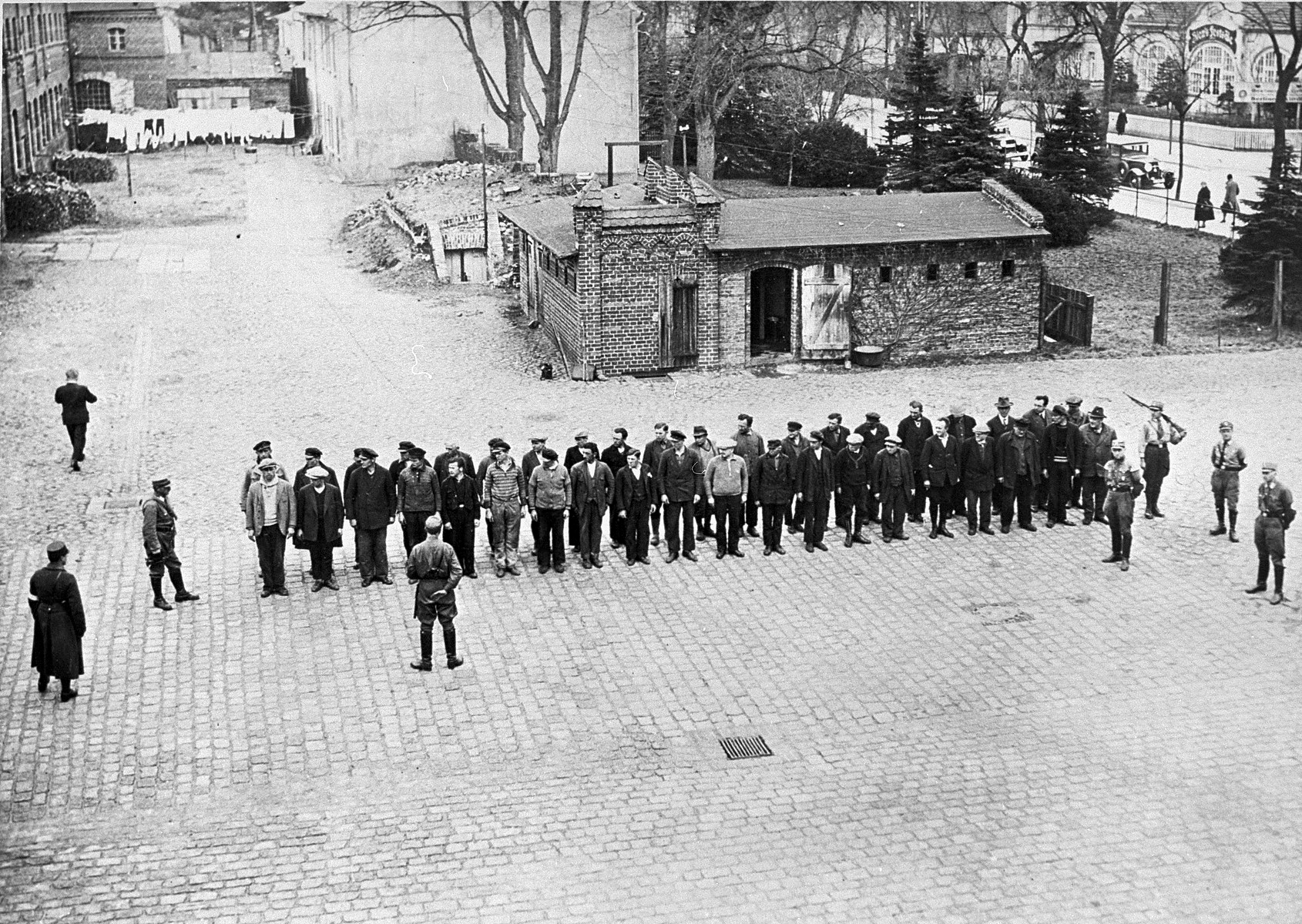
1933年4月6日，由衝鋒隊看守的囚犯在奧拉寧堡集中營的院子裡排隊

早期营地指的是納粹德國于1933年建立的法外拘留场所。至1933年底，该营地系统已基本被废除，但那些营地则成为了納粹集中營的前身。很难计算出1933-34年间的确切囚犯人数；英国学者简·卡普兰估计，被捕者可能超过10万人，而被关进营中者则大概有5万人。